# عنة ظهرةا ثاج (العدين)

تعديل مصدري - تعديل

عنة ظهرةا ثاج محلة تابعة لقرية الحمراء، التابعة لعزلة بني عبد  الله بمديرية العدين إحدى مديريات محافظة إب في الجمهورية اليمنية، بلغ تعداد سكانها 50 حسب تعداد اليمن لعام 2004.